# Pallenopsis gippslandiae
Pallenopsis gippslandiae is een zeespin uit de familie Pallenopsidae. De soort behoort tot het geslacht Pallenopsis. Pallenopsis gippslandiae werd in 1954 voor het eerst wetenschappelijk beschreven door Stock. 